# Ca' Rezzonico
Ca' Rezzonico  je jedna od najljepših baroknih palača na Kanal Grandeu u Veneciji. Danas je u palači smješten Muzej venecijanskog 18. stoljeća.

## Povijest palače Ca' Rezzonico
Ca 'Rezzonico leži na desnoj obali Kanala Grande, na mjestu gdje se križa s kanalom Rio di San Barnaba. Na tom zemljištu je patricijska obitelj Bon imala dvije kuće. Glava obitelji Bon Filippo Bon odlučio je 1649. sagraditi veliki palazzo na tom mjestu. Projekt je povjerio Baldassarru Longheni, najvećem venecijanskom baroknom arhitektu. No ni arhitekt niti naručitelj nisu uspjeli doživiti završetak palače Bon, Longhena je umro 1682., a Filippo Bon je bankrotirao.

### Izgled palače
To je trokatna palača od bijelog mramora, rustikalnog prizemlja s velikim portegiom prema kanalu. Prvi i drugi kat palače sa sedam velikih prozora s lunetama flankiranih pilastrima gotovo su identični, tako da se ne da zaključiti da je palača dovršena tek nakon sto godina od početka gradnje. Palaču je za nove vlasnike familiju Rezzonico dovršio 1756. arhitekt Giorgio Massari, koji se u svemu držao izvornog nacrta Longhene.

### Unutrašnjost palače
Novo izgrađena palača je 1758. ukrašena, bogatim freskama na stropovima salona na prvom katu koje gledaju na kanal Rio di San Barnaba. Slikari odabrani da obave taj posao bili su; Jacopo Guarana, Gaspare Diziani i Giovanni Battista Tiepolo. To su jedne od najbolje očuvanih fresaka u Veneciji.
Glavne sobe palače razmještene su na prvom katu (piano nobile), širina Ca' Rezzonica s kanalske strane je mala (svega tri sobe), ali je zato palača duboka, tako da se na kraju niza od četiri soba dolazi do najveće prostorije u palači - veličanstvenog plesnog salona na kraju zgrade. Ovu prostoriju projektirao je Massari, i ona ima dvostruku visinu. Zidovi su ukrašeni štukaturama lombardskog majstora Pietra Viscontija. slike su iluzionistički prizori arhitekture, koje stvaraju osjećaj da je prostorija veća nego što jest. Veliki strop, oslikao je Giovan Battista Crosato, s prizorom Apolona koji vozi svoju kočiju između Europe, Azije, Afrike i Amerike. Plesna dvorana i sljedeće gostinjske sobe, kao i impresivno stubište ukrašene su mramornom dekorativnom plastikom koju je isklesao Giusto Le Court jedan od vodećih venecijanskih kipara kraja 17. stoljeća, koji je blisko surađivao na mnogim projektima s Longhenom.
Na prvom katu je i mala kapela, s lijepim alegorijskim freskama koje su trebale ovekovječiti svadbu Ludovica iz 1758. Te stropne Tiepolove freske produžuju se i u susjednu prostoriju. Na freskama je Ludovico, njegova zaručnica i Apolonova kočija. 
U središtu pravokutne palače je malo dvorište ukrašeno skulpturama i mala fontana, nad dvorištem se prostire veliki balkon s kolonadama na prvom katu. Kroz prizemlje se proteže čitavom dužinom - nadsvođeni portego - hodnik koji povezuje kanalski ulaz sa stražnjim cestovnim ulazom.

### Palača u vlasništvu familije Rezzonico
Nedovršenu palaču kupio je od bankrotirane familije Bon, - Giambattista Rezzonico. Njegova familija, kao i njihovi prijatelji iz Palače Labia, kupili su patricijski status sredinom 17. stoljeća nakon rata s Turskom, kada je mletačka državna blagajna bila istrošena. To su si mogle priuštiti samo doista bogate familije, koje su mogle dati veliku donaciju Presvijetloj Republici, i na taj način kupiti plemićku titulu i upis svoga imena u Libro d'Oro ("Zlatnu knjigu").
Canalettova slika s početka 18. stoljeća prikazuje da su tad samo prizemlje i prvi kat (piano nobile) bili dovršeni, i da je privremeni krov štitio građevinu od padalina. 
Završetak gradnje palače Rezzonico,  simbolizira i završetak uzlazne putanje familije Rezzonico. Na vrhuncu svoje društvene moći Carlo Rezzonico (sin Giambattiste Rezzonica) izabran je za papu 1758., (kao Klement XIII.). Njegov brat Ludovico se iste godine oženio za bogatu venecijanku Faustinu Savorgnan i postao prokurator Bazilike sv. Marka. No do 1810. familija Rezzonico je izumrla, ostavljajući samo ime palači.

### Ca' Rezzonico u 19. stoljeću
Na početku 19. stoljeća, u palači je djelovao isusovački kolegij, nakon komplikacija s nasljedstvom palača je postala vlasništvo familije Pindemonte-Giovanelli. Oni su 1832. prodali kompletni namještaj i zbirku umjetnina, tako da su jedino freske ostale u palači. Godine 1837. Ca 'Rezzonico je preuzeo grof Ladislav Zelinsky, on je zauzvrat dopustio nekim nasljednicima da se djelomično koriste palačom. Od 1880. palača je vlasništvo engleskog slikara Roberta Barretta Browninga. On je živio i slikao u palači, s njim je jedno vrijeme živio i radio američki slikar John Singer Sargent. Browningu je u palači umro otac, slavni viktorijanski pjesnik Robert Browning 1889.
Browning je 1906. prodao palaču grofu Lionellu Hierschelu de Minerbi, ne hajući za bolju ponudu njemačkog cara Wilhelma II Ekstravagantni ljubitelj umjetnosti de Minerbi, napunio je palaču brojnim umjetničkim predmetima, ponekad sumnjive kvalitete i živio raskošno u palači sve do 1935. kada je poput prvih vlasnika - bankrotirao.

### Ca' Rezzonico danas
Nakon dugotrajnih pregovora palaču Ca 'Rezzonico je preuzelo Gradsko vijeće grada Venecije za Muzej u kojem se trebala izložiti velika zbirka 18. stoljetne venecijanske umjetnosti, kojoj je nedostalo prostora u Muzeju Correr. Ca 'Rezzonico je otvoren kao javni muzej 1936. Danas je to jedan od najboljih venecijanskih muzeja, najviše zahvaljujući tome, što su slike i umjetnine rađene za upravo takve velike palače - smiješene u isto takvu palaču. Muzej posjeduje brojne slike Pietra Longhija, Francesca Guardija i Giandomenica Tiepola, pored toga ima lijepu zbirku stilskog namještaja, i zbirku venecijanskog stakla iz 18. stoljeća.
Tako da je danas palača namještena više nego ikada prije toga, brojnim dijelima iz raspadajućih venecijanskih palača. U njoj se sad nalaze brojne Tiepolove slike, čak i cijeli strop s freskama iz Palazzo Barbarigo ("Alegorija Merita"), koji je premješten u glavni salon palače

## Vanjske poveznice
- Muzej Ca' Rezzonico
- All museums in Venice city (engl.)